# William Biddlecombe
William Biddlecombe (c. 1488–1546/47), de Poole, Dorset foi um comerciante inglês, prefeito e membro do Parlamento.
Ele foi um membro (MP) do Parlamento da Inglaterra por Poole em 1529, 1536 e 1539. Ele foi prefeito de Poole nos anos 1515–16, 1521–2, 1530–1, 1536–7 e 1543–4.